# Máramaros (comitat)
Cet article concerne l'ancien comitat hongrois. Pour la valachie/sklavinie et le voïvodat, voir Marmatie. Pour le județ roumain, voir Județ de Maramureș.

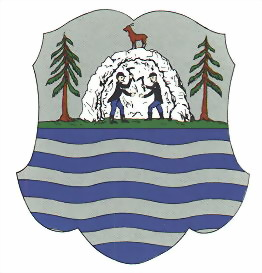
Les armes du comitat de Máramaros

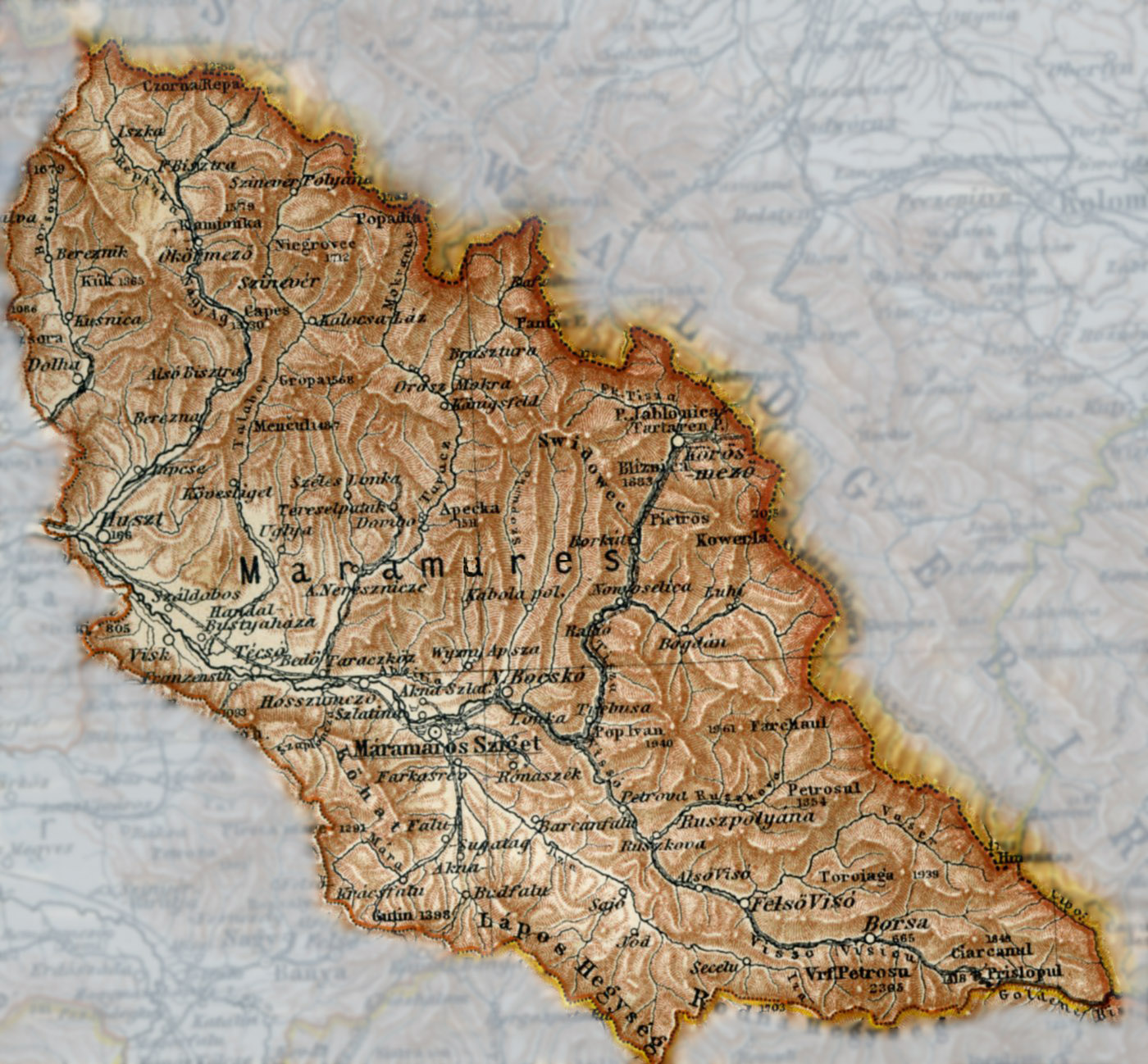
Le comitat de Máramaros au début du XXe siècle

Cet article traite du comitat du Máramaros (Máramaros vármegye en hongrois, Komitat Maramuresch en allemand, comitatus Marmatia en latin et comitatul Maramureșului en roumain), ancien comté du royaume de Hongrie qui a existé de 1470 jusqu'en 1918 et de 1940 jusqu'en 1945. Son chef-lieu était la ville de Máramarossziget, aujourd'hui Sighetu Marmației en Roumanie. Pour le voïvodat qui a existé de 1342 à 1470 et pour le județ roumain qui a succédé au comitat, voir respectivement Marmatie et Maramureș.

## Géographie
Le comitat de Máramaros avait une superficie de 9 716 km2 pour une population en 1910 de 357 705 habitants (densité : 36,8 hab/km2). Il était traversé par la Tisza et s'étendait dans les Carpates.
Il était limité à l'ouest par le comitat de Bereg et celui d'Ugocsa, au nord et à l'est par la province impériale de Galicie, au sud-est par la province de Bukovine et le comitat de Beszterce-Naszód, au sud par le comitat de Szolnok-Doboka et au sud-ouest par le comitat de Szatmár.

## Histoire
Le comitat de Máramaros a existé de 1470 jusqu'en 1918 et a été rétabli de 1940 jusqu'en 1945. Durant ces cinq siècles, la vallée de la Tisza et les villes ont été colonisées par des fermiers et des mineurs hongrois et allemands, puis, dans la partie nord actuellement ukrainienne, par des bergers et paysans ruthènes.
En 1918, les deux-tiers du comitat au nord de la Tisza furent attribués à la Tchécoslovaquie, ce qui fut confirmé au traité de Trianon en 1920, et ils formèrent une partie de la province (kraj) de Ruthénie avec pour chef-lieu la ville de Vel'ka Sevljuš.
Le tiers au sud de la Tisza, avec la ville de Sighetu Marmației, fut attribué à la Roumanie et forma le județ de Maramureș.
En 1938, lors du premier arbitrage de Vienne, la partie tchèque fut annexée par la Hongrie. En 1940, lors du deuxième arbitrage de Vienne, la partie roumaine fut à son tour annexée par la Hongrie.
Après la Seconde Guerre mondiale, au traité de paix de Paris, le nord du comitat devint une partie de l'oblast de Transcarpatie en Ukraine soviétique et le sud réintégra le județ de Maramureș en Roumanie.

## Subdivisions
À l'époque austro-hongroise, le comitat de Máramaros était composé d'un district urbain et de dix districts ruraux.
| District et nom hongrois | Chef-lieu et noms roumain et ukrainien |
| ------------------------ | -------------------------------------- |
| Máramarossziget          | Sighetu-Marmației/Marmaroski-Siguit    |

| District et nom hongrois | Chef-lieu et noms roumain et ukrainien |
| ------------------------ | -------------------------------------- |
| Dolha                    | Dolha/Dovhe (de)                       |
| Huszt                    | Hust/Khoust                            |
| Izavölgy                 | Dragomirești/Drahomirhe                |
| Ökörmező                 | Mejghiria/Mizhgirya                    |
| Aknasugatag              | Șugatag/Shigatag                       |
| Sziget                   | Sighet/Siguit                          |
| Taracviz                 | Teresva/Teresve                        |
| Técső                    | Teceu/Tiaichiv                         |
| Tiszavölgy               | Rahova/Rakhiv                          |
| Visó                     | Vișeu/Vizhne                           |

## Démographie
En 1900, le comitat comptait 309 598 habitants dont 143 621 Ruthènes (46,39 %), 74 978 Roumains (24,22 %), 47 449 Allemands (15,33 %) et 42 403 Hongrois (13,70 %).
En 1910, le comitat comptait 357 705 habitants dont 159 480 Ruthènes (44,58 %), 84 510 Roumains (23,63 %), 59 552 Allemands (16,65 %) et 52 964 Hongrois (14,81 %).
Au nord de la Tisza, la majorité de la population est ukrainienne, avec des minorités ruthènes, roumaines et magyares. Au sud de la Tisza, la majorité de la population est roumaine, avec des minorités  ukrainiennes, ruthènes, magyares, mais aussi, de manière éparse, des Roms et, dans la vallée du Vasar (qui vient de Wasser), des Allemands.
La région a compté une importante  communauté juive ashkénaze, dont la plus grande partie fut exterminée durant la Seconde Guerre mondiale entre 1941 et 1944, et dont descend Elie Wiesel. Après la guerre, les survivants quittèrent la Roumanie et l’Ukraine pour Israël ou l’Occident.